# 膠東道
膠東道（こうとう-どう）は中華民国北京政府により設置された山東省の道。

## 沿革
1913年（民国2年）1月18日に設置、観察使は福山県に設置され、下部に福山、蓬萊、黄県、棲霞、招遠、萊陽、牟平、文登、栄成、海陽、掖県、平度、濰県、昌邑、膠県、高密、即墨、益都、臨淄、広饒、寿光、昌楽、臨朐、安丘、諸城、日照の26県を管轄した。1914年（民国3年）5月23日に観察使は道尹と改められた。1925年（民国14年）に廃止されている。

## 行政区画
廃止直前の下部行政区画は下記の通り。（50音順）
- 安丘県
- 濰県
- 掖県
- 栄成県
- 益都県
- 海陽県
- 膠県
- 黄県
- 広饒県
- 高密県
- 寿光県
- 招遠県
- 昌邑県
- 昌楽県
- 諸城県
- 棲霞県
- 即墨県
- 日照県
- 福山県
- 文登県
- 平度県
- 蓬萊県
- 牟平県
- 萊陽県
- 臨朐県
- 臨淄県